# Jacques de Billy
Jacques de Billy (ur. 18 marca 1602 w Compiègne, zm. 14 stycznia 1679 w Dijon) – francuski uczony i jezuita. Zajmował się głównie astronomią i matematyką.

## Życiorys
Początkowo kształcił się w naukach humanistycznych i w 1619 roku wstąpił do zakonu jezuitów. Tam skończył także studia z teologii, uzyskując w 1638 roku tytuł będący mniej więcej odpowiednikiem dzisiejszego doktora nauk. Zainteresował się także matematyką i astronomią, których to nauczał później w kilku różnych szkołach jezuickich na terenie północno-wschodniej Francji. Między 1656 a 1670 rokiem de Billy napisał swoje trzy główne dzieła dotyczące astronomii. Pierwsza praca była podręcznikiem do astronomii. Druga, zatytułowana Tabulae Lodoicaeae, dotyczyła zaćmień i była dedykowana Ludwikowi XIV. Ostatnia traktowała o kometach, skupiając się głównie na problemie ich ruchu, ponieważ ówczesna nauka nie była pewna czy poruszają się one po orbicie kołowej, liniach prostych czy w jakiś inny sposób. Jacques napisał również pracę pod tytułem Le Tombeau de l’Astrologie Judiciaire, w której potępiał astrologię i wróżenie z gwiazd. Jeśli chodzi o osiągnięcia na polu matematyki to miał on wkład w rozwój badań nad teorią liczb i równaniem diofantycznym. Jego najsłynniejszymi wychowankami byli dwaj francuscy matematycy: Claude Gaspard Bachet de Méziriac i Jacques Ozanam. Międzynarodowa Unia Astronomiczna, doceniając wkład Jacques'a w rozwój astronomii, nadała jednemu z kraterów na Księżycu nazwę Billy.